# Drusila (irmã de Calígula)
Júlia Drusila (em latim: Julia Drusilla Abitárvio, c. 16 de setembro de 16 — Roma, 10 de junho de 38) foi uma das filhas de Germânico com Agripina Maior e irmã do imperador romano Calígula. Além dele, Drusila teve também duas irmãs, Júlia Lívila e Agripina Menor, e quatro irmãos, Tibério e Caio Júlio, que morreram jovens, Nero e Druso César. Ela também era bisneta de Augusto, sobrinha-neta de Tibério, sobrinha de Cláudio e tia de Nero.

## História
Drusila nasceu em Abitárvio (Coblença, na Alemanha). Depois da morte do pai, ela e seus irmãos foram levados de volta para Roma pela mãe e criados com a ajuda da avó paterna, Antônia Menor. Em 33, Drusila foi casada com Lúcio Cássio Longino, um amigo do imperador Tibério. Porém, depois que Calígula se tornou imperador, em 37, ele ordenou que ela se divorciasse para que ela pudesse se casar com seu amigo Marco Emílio Lépido. Durante uma enfermidade no mesmo ano, Calígula mudou seu testamento para incluir Drusila como sua herdeira, o que fez dela a primeira romana na história a ser nomeada herdeira num testamento imperial. O ato foi provavelmente uma tentativa de manter a Dinastia júlio-claudiana no poder através dos filhos que ela viesse a ter, deixando o marido, amigo de Calígula, no poder enquanto isso. Porém, o imperador se recuperou e, no ano seguinte, Drusila morreu com apenas vinte e dois anos de idade. Calígula ficou arrasado e deificou a irmã, consagrando-a com título de "Panthea" ("deusa de tudo") e lamentando publicamente sua morte como se fosse o viúvo.

## Reputação

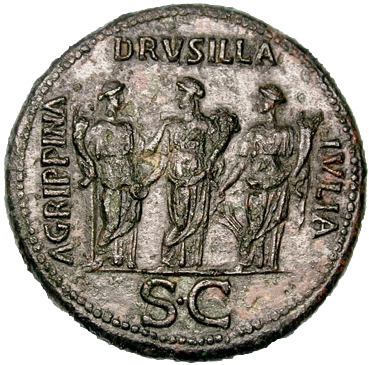
As três irmãs de Calígula, Agripina Menor, Drusila e Júlia Lívila.

Drusila era, segundo os relatos, a favorita de Calígula. Havia rumores já na época de que ela seria também a sua amante e que assim ela teria conseguido tanta influência sobre o irmão. Ainda que as atividades dos dois possam ter parecido incestuosas na época, não se sabe se os dois de fato eram ou não amantes. A própria Drusila tinha uma má reputação por conta da relação próxima e chegou a ser comparada a uma prostituta por acadêmicos posteriores, que tentavam desacreditar Calígula.
Alguns historiadores sugerem que Calígula teria outras motivações além do desejo ou do amor ao perseguir essas relações com as irmãs. É possível que ele estivesse deliberadamente copiando o padrão dos monarcas helênicos da Dinastia ptolemaica do Egito Antigo, na qual os casamentos entre irmãos que reinavam conjuntamente eram uma tradição e não um escândalo sexual. Esta explicação já foi também utilizada para explicar por que seu despotismo era aparentemente mais evidente para seus contemporâneos do que o de Augusto ou Tibério.
A fonte de muitos dos rumores sobre Calígula e Drusila podem ser derivados dos hábitos relativos aos jantares formais dos romanos. Era costumeiro nas casas patrícias que o anfitrião e a anfitriã de um jantar (ou, em outras palavras, o marido e a mulher donos da casa) detivessem uma posição de honra num banquete em sua casa. No caso de um jovem solteiro ser o anfitrião (caso de Calígula), a posição feminina de honra era ocupada por uma de suas irmãs (Agripina Menor, Drusila ou Júlia Lívila), que se revezavam no posto de honra. Calígula aparentemente rompeu com a tradição ao destinar o posto exclusivamente para Drusila. De certa forma, Calígula estaria, ao fazê-lo, publicamente declarando a irmã como sua esposa, a mulher da casa, mesmo ele sendo casado com Lolia Paulina.
Outra explicação possível é que a acusação de incesto era frequentemente lançada contra tiranos, geralmente envolvendo a mãe. No caso de Calígula, como ela não estava disponível para isso, a irmã terminou envolvida.

## Morte
Drusila morreu em 10 de junho de 38, provavelmente de uma "febre" que grassava em Roma na época. Diz-se que Calígula não saiu do seu lado e, depois que ela morreu, não deixou que ninguém levasse o corpo.
O imperador ficou muito abalado com a perda da irmã. Ele enterrou Drusila com honras de augusta, se portou como um viúvo e fez com o senado a deificasse como uma representação da deusa romana Vênus (a grega Afrodite). Drusila foi também consagrada como "Panthea" ("deusa de tudo"), provavelmente no aniversário de nascimento de Augusto.
Um ano depois, Calígula batizou sua única filha conhecida, Júlia, em homenagem a sua irmã favorita. Enquanto isso, o marido viúvo de Drusila, Marco Emílio Lépido, teria, segundo relatos, se tornado amante das irmãs dela, Júlia Lívila e Agripina, numa tentativa de conseguir o apoio delas na sucessão de Calígula. A conspiração foi descoberta pelo imperador no outono, quando ele estava na Germânia Superior. Lépido foi rapidamente executado e Lívila e Agripina foram exiladas para as ilhas Pontinas.